# 雲居希膺
雲居希膺（うんごきよう／うんごけよう、天正10年（1582年） - 万治2年8月8日（1659年9月24日））は江戸時代初期、土佐国出身の臨済宗の僧侶。俗姓は小浜氏で、別号を把不住軒とする。妙心寺百五十三世住持を務め、瑞巌寺、石馬寺の中興開山、大梅寺の開山となった。念仏禅を唱えたことで知られる。

## 略歴
宇山大平寺にて9歳で出家する。その後、東福寺、大徳寺と居を移す。慶長11年（1606年）、愚堂東寔や大愚宗築らとともに虎哉宗乙や物外招播などの当時の名だたる禅僧の下を遍参した。元和2年（1616年）に妙心寺蟠桃院の一宙東黙より嗣法する。塙直之との縁で一時、一宙東黙と共に大坂の陣で秀頼方に味方し、佐蔵主と名を変えて籠城した。その後、若狭国小浜、摂津国勝尾山に隠遁する。元和7年（1621年）に妙心寺で開堂の儀を行うが、自らの境涯に満足せず修行を続け寛永9年（1632年）51歳にして越智山で座禅をした際に大悟した。寛永13年（1636年）に伊達忠宗の招請があった奥州へ移り、松島の瑞巌寺を再興した。正保元年（1644年）に石馬寺を中興。正保2年（1645年）に妙心寺153世となり、慶安3年（1650年）には愛子の大梅寺を開いている。万治2年（1659年）に同寺順世し、葬られる。慈光不昧禅師、大悲円満国師と贈諡された。
臨済宗の僧であるが、平易な念仏により民衆を教化したことからその宗風は念仏禅と呼ばれる。
著作に『般若心経大意』がある。法嗣には洞水東初、南明東湖、香山祖桂がいる。

## 参考資料
- 『新版禅学大辞典』禅宗法系譜p.45
- 『妙心寺 650年の歩み』p.178、p.179、pp.184-186